# Euroregion Beskydy
Euroregion Beskydy je euroregion spojující pohraničí tří států - Česka, Polska a Slovenska. Vznikl 21. 4. 2000 smlouvou o slovensko-polském společenství. Dne 9. 6. 2000 byla připojena česká strana. Jedná se o první euroregion spojující tři postsocialistické státy. Euroregion Beskydy se rozkládá na území o rozloze 3900 km² a žije v něm přibližně 780 000 obyvatel ve 14 městech a 119 obcích

## Česká strana
V Česku má euroregion rozlohu 605 km². Území je vymezeno městy Havířov, Ostrava, Příbor a Frenštát pod Radhoštěm. Nachází se zde 5 měst, 55 obcí a žije zde 161 000 obyvatel. Největším městem je Frýdek-Místek. Členy euroregionu na české straně jsou:
- Sdružení měst a obcí povodí Ondřejnice
- Sdružení obcí povodí Morávky
- Slezská brána
- Zájmové sdružení Frýdlantsko-Beskydy
- Sdružení obcí povodí
- Mikroregion Žermanické a Těrlické přehrady
- Sdružení obcí Frýdecko-Místecka

## Slovenská strana
Zde se euroregion rozléhá na 2 023 km² a žije v něm 275 000 obyvatel. Skládá se ze 7 měst (Turzovka, Žilina, Bytča, Námestovo, Čadca, Kysucké Nové Město a Rajecké Teplice

## Polská strana
Na polské straně má euroregion 1 216 km² a 343 000 obyvatel. Skládá se ze 4 okresů (okres Bílsko-Bělá, okres Żywiec, okres Sucha Beskidzka), 4 měst a 20 obcí.

## Právní status
Euroregion je smlouvou o společenství slovenských, polských a českých sdružení obcí a nemá právní subjektivitu. Euroregion Beskydy je složen ze Sdružení Region Beskydy se sídlem ve Frýdku-Místku, Sdružení Region Beskidy se sídlem v Bílsku-Bělé a Sdružení Region Beskydy se sídlem v Žilině.

## Orgány euroregionu
Prezidium euroregionu
- K hlavním úlohám prezidia patří zahraniční zastupování, určování činnosti euroregionu, schvalování finančních plánů a stanov, určování členských příspěvků.

Revizní komise
- Kontrolní orgán euroregionu.

Pracovní skupiny
- Skupiny odborníků starajících se o realizaci projektů schválených v prezidiu.

Sekretariát euroregionu
- Administrativní činnost

## Oblasti spolupráce
Cílem je rovnoměrný a vyvážený rozvoj regionu a přiblížení jeho obyvatel v příhraničních oblastech. Hlavním předmětem spolupráce pak je:
- Výměna zkušeností a informací týkající se rozvoje regionu a pracovního trhu
- Územní plánování a výstavby
- Řešení společných problémů v oblasti dopravy, spojů a telekomunikací, životního prostředí, hospodářství, obchodu, průmyslu, podnikání.
- Rozvoj turistiky a cestovního ruchu
- Rozvoj školství, výměny mládeže
- Kulturní osvěta
- Prevence a likvidace následků přírodních katastrof
- Zajištění bezpečnosti obyvatel